# Place de Barcelone (Paris)
Pour les articles homonymes, voir Place de Barcelone.
La place de Barcelone est une place située dans le quartier d'Auteuil dans le 16e arrondissement de Paris. 

## Situation et accès
La place est dans le prolongement exact du pont Mirabeau qui joint le 15e et le 16e arrondissement. Elle se trouve au croisement de l'avenue de Versailles et de la rue de Rémusat.
La station de métro Mirabeau débouche place de Barcelone sur un terre-plein, sur lequel était installée une ancienne vespasienne et un kiosque à journaux, lui toujours actif.
Elle abrite désormais une station Velib' qui a nécessité la neutralisation d'une partie de la chaussée.

## Origine du nom
La dénomination de la place correspond à la ville éponyme, capitale de la Catalogne.

## Historique
Provisoirement dénommée « voie R/16 », elle prend son nom actuel par un arrêté de la ville de Paris en date du 9 mars 1961. 

## Bâtiments remarquables et lieux de mémoire
- C'est au no 4 que le violoniste Christian Ferras s'est défenestré[2].
- Le restaurant désormais disparu du Hameau d'Auteuil (actuellement La Terrasse Mirabeau) et qui était au no 5 de la place a longtemps eu une table réservée pour Arletty qui, devenue aveugle, y recevait ses hôtes[3].
- La place a longtemps été une place très fréquentée par les taxis du fait de l'existence d'un urinoir public de type vespasienne qui est resté en service jusqu'à la fin du XXe siècle[4].
- Au croisement avec la rue de Rémusat, la place accueille l'un des rares modèles subsistant de fontaine Wallace à colonnettes.

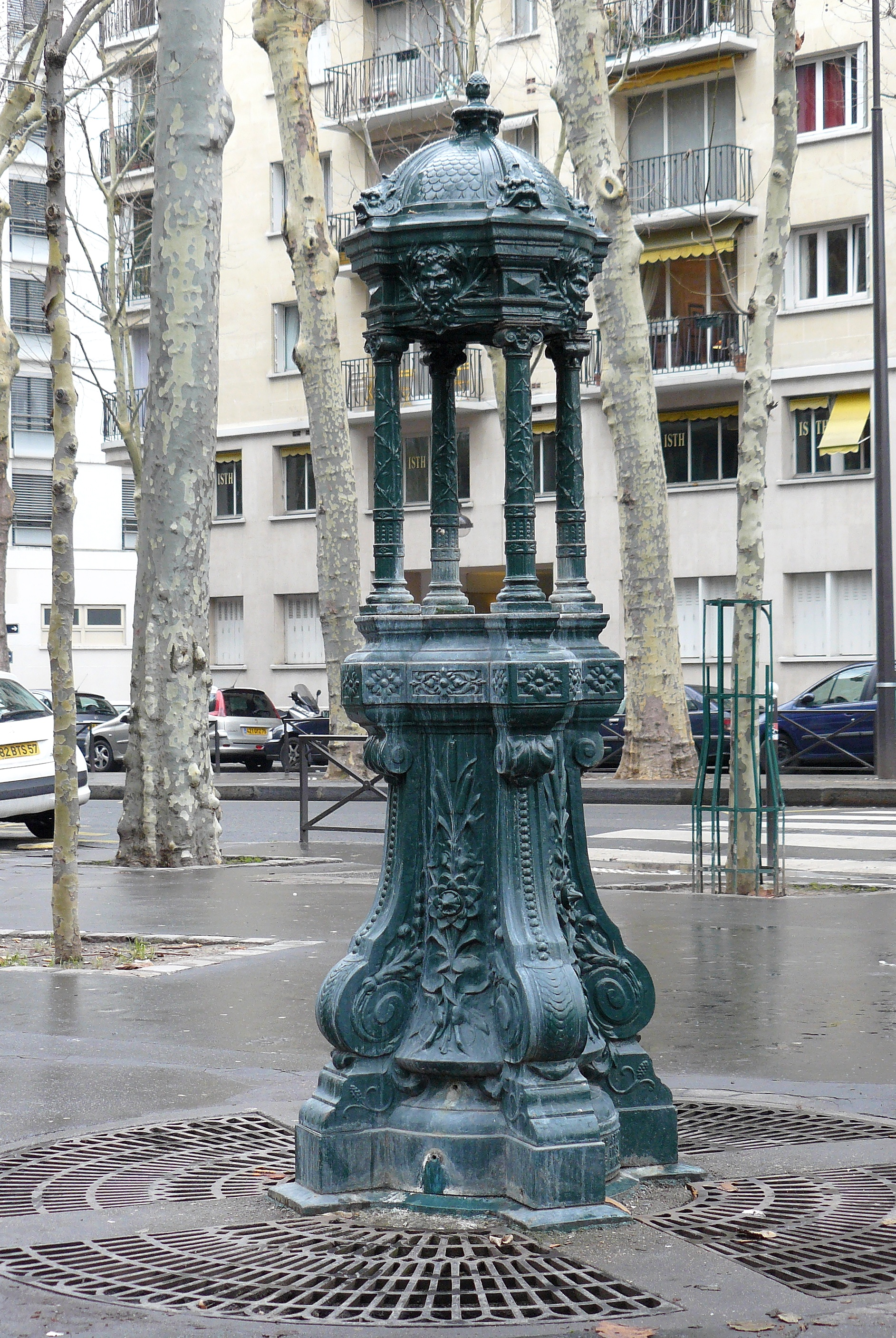
La fontaine Wallace.